# 教授
教員における教授（きょうじゅ、英: professor, prof.）は、教育機関や研究機関における教育・研究面での指導的な立場の職階の一つ。大学（短期大学および大学院を含む）、高等専門学校といった高等教育を行う教育施設では世界各地に設けられている。日本では宇宙航空研究開発機構（JAXA）、大学入試センターなどにも教授職が存在する。

## 概説
日本の学校教育法第九二条は「大学には、学長、教授、准教授（旧・助教授）、講師、助教、助手及び事務職員を置かなければならない。」と定めている。大学教授職という場合には、字義通りには正教授のみを指すが、助教や講師等の職階を含む教員集団全体を教授職と呼ぶこともある。

### 大学教授職の特質
大学教授職は以下のような特質を有する。
- 大学教授職は専門職である[2]。
- 大学教授職は専門分野を通して学問の発展に寄与することを使命としている[3]。
- 大学教授職には階層があり職階の集合体である[3]。
  - 名誉教授は、専任教員として勤務した者であって、教育上または学術上特に功績のあった者に対し、各大学または各高等専門学校の定めるところにより、大学または高等専門学校を退職した後に授与される称号である。
- 大学教授職は専門分野に即して特有の文化を構築している[1]。
- 大学教授職には国際的な共通性があるが相違性もある[4]。

## ヨーロッパ
ヨーロッパの大学教授は国家とギルドを対極とする構造をとどめており、大学の組織構造では国家と教授の権限が強くなっている。
ボローニャ大学やパリ大学など、大学はもともと学問ギルド（同業者組合）として誕生し、教員はその同業者組合の組合員であった。大学は幅広い社会階層に開かれていたが、学寮型の大学に移行するとともに、ラテン語による教育や単位の取得、学問のための費用などの要因からエリート層に限定された組織となり、大学教授職もエリート色の強い地位に変化した。
科学や研究が未発達な段階では、教授職は宗教を中心とするカリキュラムを媒介として学生に知識を伝達する教師であり教育に重点が置かれていた。19世紀前半になるとベルリン大学などで科学的研究が本格化し、大学教授は教師から研究者や科学者としての役割に比重が移った。

## 日本

### 教授の資格
日本における教授の資格については、法令に基づく形がとられている。各種法令においては、最低基準としての教授の要件が例示されている。教育施設ごとに規程・規則等が定められ、規程・規則に基づいて、少なくとも法令が定めている基準以上の者を教授として選考する。

### 大学設置基準
大学設置基準第14条では以下のように定められている。
第14条：教授となることのできる者は、次の各号のいずれかに該当し、かつ、大学における教育を担当するにふさわしい教育上の能力を有すると認められる者とする。 
1. 博士の学位（外国において授与されたこれに相当する学位を含む。）を有し、研究上の業績を有する者
2. 研究上の業績が前号の者に準ずると認められる者
3. 学位規則（昭和28年文部省令第9号）第5条の2に規定する専門職学位（外国において授与されたこれに相当する学位を含む。）を有し、当該専門職学位の専攻分野に関する実務上の業績を有する者
4. 大学において教授、准教授又は専任の講師の経歴（外国におけるこれらに相当する教員としての経歴を含む。）のある者
5. 芸術、体育等については、特殊な技能に秀でていると認められる者
6. 専攻分野について、特に優れた知識及び経験を有すると認められる者

### 教授職の種類
一般に教授と呼ばれる大学教員にも、以下のような種類がある。なお、主任及び専任教授の場合には、定年満了まで教授職に留まれるが、客員教授や招請（招聘）教授の場合には、一定の年限が課されている場合が多い。特に、客員の場合には、寄附講座の設置などによって新たに設置される教授職のためである。招請の場合には、他学校との併任である場合が多い。なお、同様の職制として准教授、講師、助教、助手（一般には研究員とされることが多い）にも同じような種類が存在する。
| 主任教授 | 学部もしくは学科（研究科・専攻科）の責任者としての教授職                                           | 昇格職ではない。 学部所属の教授達が持ち回り的に選任されるケースが多い。          |
| 専任教授 | 研究もしくは教育に専念を行う教授職                                                                 |                                                                                  |
| 特任教授 | 特別の目的のために任用した教授職。専任教授を定年退職した教員の再任用の職として使われる場合が多い。 | 正規の教員に準じて任用した非正規教員                                             |
| 客員教授 | 特別の目的のために外部から登用した教授職                                                           | 兼任教員（非常勤教員）扱い。                                                     |
| 招請教授 | 特別の目的のために外部から招請した教授職                                                           | 兼任教員（非常勤教員）扱い。「招聘教授」と呼称される場合もある。                 |
| 臨床教授 | 大学以外の病院などに勤務して、非常勤で大学の医学生の教育（特に臨床教育）に当たる教授職             | 兼任教員（非常勤教員）扱い。                                                     |
| 正教授   | ドイツの大学教授で員外教授でないもの                                                               | かつての正教授支配大学では大学の管理運営には正教授のみがその決定に関わっていた。 |

さらに2018年（平成30年）10月に岡山大学が優秀な准教授が管理業務などを免除され、研究に専念することができる「研究教授」制度を制定。2018年（平成30年）11月現在、5名の研究教授がいる。
以上のように、「教授」の使用も多様化する傾向にある。

### 教授の任命
各学校及び研究所毎の内規によって定められている。
最終任命権者は、国立の場合には学長、公立、私立の場合には理事長もしくは学長・総長である。
通常、教授の任命にあたって本人に試験が課されるということはない。
- 教授選挙によって選出される者（大所帯の学科に多い）
- 教授会の推薦によって職位が与えられる者（公募職の場合）
  - 原則として、勤続年数、研究業績などが審議される。ただ、機関によってはその審議が形骸化し、単に年功序列になっていることもある。
- 特別の業績によって選出される者（学長や総長などによってヘッドハンティングの形で登用される）
  - 官公庁などからの天下りで職位が与えられる者（1種もしくは2種国家公務員の場合にはある）も含む。
- 寄附講座の設置などにより寄附先から派遣されてきた者（学校に寄附講座を設置した法人からの出向者）。

## フィクションにおける「教授」
フィクション作品（小説、漫画、アニメ、テレビドラマ、映画など）にも「教授」あるいは「プロフェッサー」と呼ばれるキャラクターは数多く登場する。大学等の現役教員や名誉教授である場合だけでなく、善悪両面の学識への敬意・畏怖から、退職後も又は教授職に就いたことがないのにそう呼ばれたり、知恵者や優秀な科学者・技術者、マッドサイエンティストの自称・他称として使われたりする作品もある。
※ 教授 (曖昧さ回避)も参照。